# Тима Рајић
Тимотеј Тима Рајић (Јозефово, 12. јулa 1885 — Београд, 17. децембрa 1961) био је историчар, градски чиновник и управник данашњег Историјског архива Зрењанин.

## Биографија
Родио се 12. јула 1885. године у Јозефову, касније Обилићеву, а данас делу Новог Кнежевца. Завршио је гимназију у Новом Саду, богословију у Сремским Карловцима и Правни факултет у Суботици. Као свештеник службовао у Дињашу, Дески и Чоки. Године 1919. долази у Велики Бечкерек и запошљава се у градској управи, где је радио као градски велики бележик до 1940. године, када је пензионисан. Био је члан и оснивач многих удружења и организација у овом граду. Учествовао је у писању монографије „Петровград” 1938. године, за коју је написао уводне делове о историји, геолошком положају и пореклу имена града.
Године 1947. постављен је на чело Зрењанинског архивског подручја, претече данашњег Историјског архива Зрењанин. У првим послератним годинама успео је да прикупи и сачува драгоцену архивску грађу. На челу архива остао је до 1953. године, када је поново пензионисан.
Преминуо је 17. децембра 1961. године у Београду.